# Insulina NPH
La insulina NPH, también conocida como insulina isofánica, es una insulina de acción intermedia que se administra para ayudar a controlar los niveles de azúcar en la sangre en personas con diabetes. Se administra por inyección debajo de la piel una o dos veces al día. El inicio de los efectos suele ser a los 90 minutos y duran 24 horas. Existen versiones disponibles que vienen premezcladas con una insulina de acción corta, como la insulina regular.
El efecto secundario común es un bajo nivel de azúcar en la sangre. Otros efectos secundarios pueden incluir dolor o cambios en la piel en los sitios de inyección, niveles bajos de potasio en la sangre y reacciones alérgicas. El uso durante el embarazo es relativamente seguro para el bebé. La insulina NPH se fabrica mezclando insulina regular y protamina en proporciones exactas con zinc y fenol, de manera que se mantiene un pH neutro y se forman cristales.  Existen versiones a base de insulina humana y porcina.
La insulina con protamina se creó por primera vez en 1936 y la insulina NPH en 1946.  Está en la Lista de medicamentos esenciales de la Organización Mundial de la Salud, los medicamentos más importantes que se necesitan en un sistema de salud básico. El costo mayorista en el mundo en desarrollo es de aproximadamente US$2,23–10,35 por 1000 UI de insulina NPH. En el Reino Unido, 1000 UI de insulina NPH le cuestan al NHS £7,48, mientras que en los Estados Unidos esta cantidad cuesta aproximadamente US$134,00.

## Química
La insulina NPH es de aspecto turbio o lechoso y tiene un inicio de acción entre las 1 y 4 horas. Su pico máximo es entre las 6 y 10 horas y su duración es de aproximadamente de 10 a 16 horas.

## Historia
Hans Christian Hagedorn (1888–1971) y August Krogh (1874–1949) obtuvieron los derechos de la insulina de Banting y Best en Toronto, Canadá.  En 1923 formaron Nordisk Insulin laboratorium, y en 1926 junto con August Kongsted obtuvieron una Carta de la Realeza Danesa para ser una fundación sin fines de lucro. 
En 1936, Hagedorn y B. Norman Jensen descubrieron que los efectos de la insulina inyectada podían prolongarse mediante la adición de una protamina obtenida de la "lecha" o semen de la trucha de río. La insulina se agregaría a la protamina, pero la solución tendría que llevarse a pH 7 para ser inyectada. La Universidad de Toronto, Canadá, posteriormente otorgó la licencia de insulina con protamina y zinc insulina (PZI), a varios fabricantes. Esta mezcla solo necesitaba ser agitada antes de la inyección.  Los efectos de la PZI duraron de 24 a 36 h. 
En 1946, Nordisk pudo formar cristales de protamina e insulina y lo comercializó en 1950 como insulina NPH. La insulina NPH tiene la ventaja de que se puede mezclar con una insulina que se inicia más rápidamente para complementar su acción más duradera, que es la razón principal por la que NPH permanece en el mercado hoy en día, porque los fabricantes venden una variedad de formulaciones de insulina premezcladas. 
Finalmente, todas las insulinas animales fabricadas por Novo Nordisk fueron reemplazadas por insulina sintética recombinante "humana". La insulina 'humana' sintética también se complejiza con protamina para formar NPH. 

## Administración
Tiene una duración de acción intermedia, es decir, más larga que la insulina de acción regular y de acción rápida, y más corta que las insulinas de acción prolongada (ultralenta, glargina o detemir). 
La insulina NPH se puede combinar con insulina de acción más rápida para permitir una dosificación más precisa y un mejor control del nivel de azúcar en la sangre. Cuando se administran de esta manera, los dos tipos de insulina normalmente se combinarán en la misma jeringa. La NPH y la insulina de acción rápida se unen cuando se mezclan, por lo que no deben combinarse hasta que sea el momento de inyectar. Se instruye a las personas sobre el procedimiento adecuado para preparar este tipo de inyección para minimizar la posibilidad de combinar dos tipos de insulina en el mismo vial. El orden correcto para extraer la insulina NPH y la insulina de acción rápida en la misma jeringa puede recordarse mediante la mnemotecnia "claro antes de turbio", o primero con insulina de acción rápida (clara) seguida de NPH (turbia). La aspiración o la extracción del émbolo de la jeringa después de inyectar la aguja para verificar la presencia de sangre no es apropiada para inyecciones subcutáneas. 

## Línea de tiempo
- 1926 Nordisk recibe carta danesa para producir insulina.
- 1936 Hagedorn descubre que agregar protamina a la insulina prolonga el efecto de la insulina.
- 1936 Los canadienses D.M. Scott y A.M. Fisher formulan una mezcla de insulina con zinc y la licencia a Novo.
- 1946 Nordisk cristaliza una mezcla de protamina e insulina.
- 1950 Nordisk comercializa la insulina NPH.
- 1953 Nordisk comercializa mezclas de insulina con zinc, insulina "lenta".

## Nombres
NPH corresponde a Neutra, Protamina y Hagedorn, y las palabras se refieren a pH neutro (pH = 7), protamina (una proteína) y Hans Christian Hagedorn (investigador de la insulina). 
Las marcas incluyen Humulin N, Novolin N, Novolin NPH, Gensulin N, SciLin N, Insulatard y NPH Iletin II. 